# Stijepo Perić
Stijepo vitez Perić (Broce, 12. listopada 1896. – Buenos Aires, 12. lipnja 1954.), hrvatski političar, pravnik i ministar NDH.

## Životopis
Rođen je 12. listopada 1896. u Brocama kod Stona. Gimnaziju je pohađao u Dubrovniku, Kotoru i Splitu. Nakon završene srednje škole studirao je na Pravnom fakultetu u Zagrebu. Kao doktor prava odlazi u Dubrovnik, gdje otvara odvjetničku kancelariju. Od mladosti je bio izrazito hrvatski orijentiran, pa je ušao u borbu protiv jugounitarizma i centralističkog Vidovdanskog ustava. Prilikom izbora za Narodnu skupštinu 1927. kandidiran je u dubrovačkoj izbornoj jedinici na listi Hrvatskog bloka, kojega su tada sačinjavale Hrvatske federalistička seljačka stranka i Hrvatska stranka prava. Na listi je bio s Antom Pavelićem no, nije bio izabran za narodnog zastupnika, jer je u južnoj Dalmaciji pobijedila HSS.
Nakon uspostave Šestosiječanjske diktature Stijepo Perić sve više radikalizira svoje političke stavove i napokon 1933. odlazi u emigraciju (Njemačka, Belgija, Italija), gdje se priključuje ustaškoj organizaciji pod vodstvom dr. Ante Pavelića. Bio je aktivan u akciji uključivanja hrvatskih ekonomskih emigranata u Belgiji i Francuskoj u ustašku organizaciju i njihovo prebacivanje u Italiju. Neko je vrijeme boravio i u Berlinu, gdje je djelovao zajedno s dr. Brankom Jelićem. Iste godine imenovan je poglavnim pobočnikom u Glavnom ustaškom stanu. Nakon atentata u Marseilleu 1934. uhićen je i kraće vrijeme zatvoren. U domovinu se vratio 1938. zajedno s dr. Milom Budakom i tada nastavlja političko djelovanje u ustaškoj domovinskoj grupi.

## NDH
Po uspostavi Nezavisne Države Hrvatske jedan je od vodećih ustaških dužnosnika. Perić je imenovan prvim hrvatskim poslanikom u Rimu, pa od tada djeluje u hrvatskoj diplomaciji. Na dužnosti u Rimu je do 8. travnja 1943., kada daje samoinicijativno ostavku zbog talijanskog poslanika u Zagrebu Raffaela Casertana. Imenovan je kasnije za poslanika NDH u Madridu, ali tamo nije otišao jer je ubrzo preimenovan za poslanika u Sofiji. No, u Bugarskoj nije dugo ostao. Po kapitulaciji Italije postao je ministar vanjskih poslova NDH, imenovan je 5. studenog 1943. godine. Nakon pokolja nad hrvatskim civilima koje su proveli pripadnici 7. SS divizije "Prinz Eugen" tražio je kažnjavanje njemačkih vojnika. Na dužnosti ministra je ostao do kraja travnja 1944. kada ga Poglavnik smjenjuje. Nakon njegove ostavke živio je u Švicarskoj i Slovačkoj. Krajem travnja 1945. otišao je u Italiju gdje je boravio u raznim savezničkim logorima. Pobjegao je iz jednog logora 1947. godine. Kasnije je živio u Buenos Airesu, gdje je umro 12. lipnja 1954.